# 拉纳尔维利
拉纳尔维利（法語：Lanarvily，法語發音：[lanaʁvili]）是法国菲尼斯泰尔省的一个市镇，属于布雷斯特区。

## 地理
拉纳尔维利（48°33'7"N, 4°23'18"W）面积5.92 平方千米，位于法国布列塔尼大區菲尼斯泰尔省，该省份为法国最西部的省份，位于布列塔尼半岛西部，北西南三面环大西洋，东临阿摩尔滨海省和莫尔比昂省。
与拉纳尔维利接壤的市镇（或旧市镇、城区）包括：勒德雷内克、勒福尔瓜特、凯尔尼利斯、洛克布雷瓦莱尔。

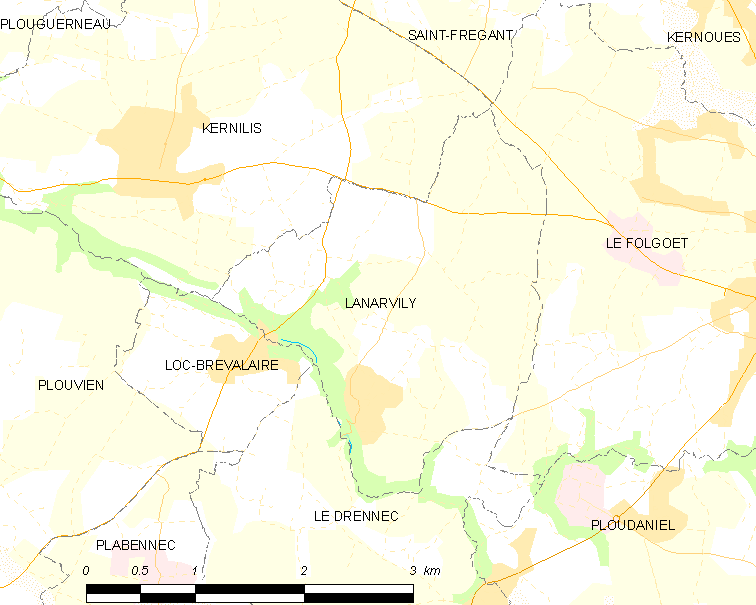
拉纳尔维利的OSM定位图

拉纳尔维利的时区为UTC+01:00、UTC+02:00（夏令时）。

## 行政
拉纳尔维利的邮政编码为29260，INSEE市镇编码为29100。

## 政治
拉纳尔维利所属的省级选区为莱斯讷旺县。

## 人口

1962-2008年间拉纳尔维利人口变化图示

拉纳尔维利于2022年1月1日时的人口数量为406人。